# Chaos Dragon
Chaos Dragon (ケイオスドラゴン Keiosu Doragon?) es una franquicia de medios de comunicación japonesa basada en el juego de rol japonés Red Dragon por Makoto Sanda, con personajes creados por Gen Urobuchi, Kinoko Nasu, Izuki Kogyoku, Simadoriru y Ryōir Narita.
Una serie de anime titulada Chaos Dragon: Sekiryū Sen'eki (ケイオスドラゴン 赤竜戦役), producido por Silver Link y Connect, se emitió en julio de 2015. AnimeLab Ha asegurado la transmisión de derechos en Nueva Zelanda y Australia  La franquicia también incluye un juego de mesa titulado Chaos Dragon: Haō Shunjū y un juego de teléfono inteligente titulado Chaos Dragon: Konton Senso, lanzado en Q3 2015 para iOS y Androide.

## Argumento
La historia tiene lugar en Haulin(el año del deslumbramiento) 3015. D'natia y Kōran, dos países que luchan por la supremacía, están causando la destrucción del mundo por la constante guerra. En medio de la contienda esta el país de la isla Nil Kamui, que ha perdido su independencia. El Dragón Rojo, el Dios guardián de Nil Kamui, se sale de control. ¿El país de la isla será capaz de recuperar su independencia?.  
Chaos Dragon está basado en el proyecto de ficción de rol Red Dragon, una historia que estuvo creado por cinco escritores notables: Gen Urobuchi, Kinoko Nasu, Izuki Kogyoku, Ryōir Narita y Simadoriru (miembro del círculo doujin patrón de rayas).  Los resultados de sus sesiones de juego de rol de mesa de más de seis días creó el material para una serie de novelas ligeras de siete volúmenes.

## Personajes
Ibuki (忌ブキ?))
Voz por: Marina Inoue
Un descendiente de la familia real de Nil Kamui. Es el más puro de corazón al principio, pero aprende a aceptar las consecuencias de sus elecciones y acciones. Tiene el poder concedido por el Dragón Rojo. Creado por Simadoriru.
Eiha (エィハ?))
Voz por: Miyuki Sawashiro
Guardián de Ibuki quién está fusionado con un demonio y compañero Val. Tiene el deseo de proteger Ibuki cuando se lo ha prometido a Mashiro. Creado por Izuki Kogyoku.
Lou Zhenhua (婁 震華?)婁Lou Zhenhua (婁 震華?))
Voz por: Maaya Uchida
Un asesino de una organización religiosa en Kōran. Creado por Gen Urobuchi.
Kaguraba Raihou Gramstahl (禍グラバ・雷鳳・グラムシュタール?)禍グラバ・雷鳳・グラムシュタール?)
Voz por: Unshou Ishizuka
Un misteriosos comerciante inmortal de la ciudad independiente de Haiga. Creado por Ryōgo Narita.
Red Dragon (赤の竜?))
Voz por: Houchu Ohtsuka
Una de los únicos siete dragones en el mundo y la deidad guardiana de Nil Kamui.
Fugaku (浮ガク?))
Voz por: Kenji Akabane
Condiscípulo de Ibuki en el kendo.
Inori (祈り?))
Voz por: Chika Anzai
La hermana gemela de Ibuki. Ella se le cree que ha muerto con el rey anterior de Nil Kamui durante la Guerra de los Siete Años. Sin embargo, de repente vuelve a aparecer como el candidato del D'natia para ser el próximo gobernante del pequeño país.

## Media

### Anime

#### Lista de episodios
| Núm. | Título                                                        | Fecha de aire original   |
| 1    | «Mata a uno para salvar a muchos» «Issatsutashō» (一殺多生)   | 2 de julio de 2015       |
| 2    | «Antinomia» «Niritsuhaihan» (二律背反)                        | 9 de julio de 2015       |
| 3    | «Tres en la acción» «Sanmiittai» (三位一体)                   | 16 de julio de 2015      |
| 4    | «En medio de los enemigos» «Shimensoka» (四面楚歌)            | 23 de julio de 2015      |
| 5    | «En una niebla» «Gorimuchū" (五里霧中)                        | 30 de julio de 2015      |
| 6    | «Seis Caminos de la transmigración» «Rokudōrin'ne» (六道輪廻) | 6 de agosto de 2015      |
| 7    | «Altos y bajos en la vida» «Shichitenhakki» (七転八起)        | 13 de agosto de 2015     |
| 8    | «Serenidad perfecta» «Hachimenreirō» (八面玲瓏)               | 20 de agosto de 2015     |
| 9    | «Devanado» «Tsudzuraori» (九十九折)                           | 27 de agosto de 2015     |
| 10   | «Estrecho Escape de la Muerte» «Jisshiisshō» (十死一生)       | 3 de septiembre de 2015  |
| 11   | «Pandemonio» «Hyakkiyakō" (百鬼夜行)                          | 10 de septiembre de 2015 |
| 12   | «Una posibilidad entre un millón» «Senzaiichigū" (千載一遇)   | 17 de septiembre de 2015 |
| ---- | ------------------------------------------------------------- | ------------------------ |